# Шахта Джебарики-Хая
ВАТ «Шахта Джебарики-Хая» (рос. ОАО "Шахта Джебарики-Хая") — вугільна шахта в Якутії.

## Характеристика
Запаси вугілля — 7 млн т. Пласт потужністю 1,8 м; кут падіння 0…4°.

## Технологія розробки
Родовище розкрите п'ятьма штольнями. На початку XXI ст. — ВАТ «Шахта Джебарики-Хая».